# Sutton Challenger
Il Sutton Challenger è stato un torneo professionistico di tennis giocato su campi in terra rossa. Faceva parte dell'ATP Challenger Series. L'unica edizione si è disputata a Sutton in Gran Bretagna.

## Albo d'oro

### Singolare
| Anno | Campione      | Finalista  | Punteggio     |
| ---- | ------------- | ---------- | ------------- |
| 1984 | David Mustard | Steve Shaw | 3–6, 6–4, 6–2 |

### Doppio
| Anno | Campioni                  | Finalisti                       | Punteggio     |
| ---- | ------------------------- | ------------------------------- | ------------- |
| 1984 | Mark Kratzmann Simon Youl | Stanislav Birner Broderick Dyke | 4–6, 6–3, 6–4 |